# ソウル衿川警察署
ソウル衿川警察署（ソウルクムチョンけいさつしょ）は、ソウル地方警察庁所管の警察署である。

## 管轄区域
- 衿川区

## 沿革
- 1972年12月5日 - 南部警察署として開設。
- 1976年12月20日 - 冠岳警察署開設に伴い、3派出所を移管。
- 1980年11月3日 - 九老警察署開設に伴い、5派出所を移管。
- 1984年9月20日 - 2派出所をソウル鷺梁津警察署に移管。
- 2001年11月27日 - ソウル南部警察署に名称を改称。
- 2006年3月1日 - ソウル衿川警察署に名称改称。一部をソウル冠岳警察署に移管。

## 管轄地区隊
- 文星地区隊
- 白山地区隊
- 衿川地区隊

## 管轄派出所
- 禿山派出所
- 加山派出所